# Thomas Rauber
Thomas Rauber (* 4. März 1966; heimatberechtigt in Jaun) ist ein Schweizer Unternehmer und Politiker (CVP). Er ist Verwaltungsrat der Bank Raiffeisen Schweiz. Rauber war von 2011 bis 2019 Grossrat des Kantons Freiburg. Von 2016 bis 2018 war er Gemeinderat der Gemeinde Tafers.

## Biographie
Nach Abschluss der Matura am Kollegium St. Michael studierte Rauber Betriebswirtschaftslehre an der Universität Freiburg i. Ue. Rauber ist KMU-Unternehmer. Er ist Inhaber der TR Invest AG und der TR Management GmbH sowie Mitinhaber der ROBOR AG und hat diverse KMU-Verwaltungsratsmandate inne. Des Weiteren ist er Präsident des Gewerbeverbands Sense und Verwaltungsrats-Präsident der Raiffeisenbank Freiburg Ost.
Rauber ist verheiratet und hat zwei Kinder.

## Politik
2011 wurde Rauber das erste Mal in den Grossen Rat gewählt. 2016 ist er dann mit dem zweitbesten Resultat aller Kandidaten des Sensebezirks wiedergewählt worden. Als Mitglied der CVP-Fraktion war er von 2011 bis 2018 Mitglied der Geschäftsprüfungs- und Finanzkommission. 2016 wurde Thomas auch in den Gemeinderat von Tafers gewählt, wo er Finanzvorsteher war. 2018 trat er aus beruflichen Gründen aus diesem Amt zurück.